# Greenshot
Greenshot est un programme de capture d'écran gratuit et open-source pour Microsoft Windows. Il est développé par Thomas Braun, Jens Klingen et Robin Krom et est publié sous licence publique générale GNU (GNU General Public License). Il est hébergé par GitHub. 
Greenshot est également disponible pour macOS, mais en tant que logiciel propriétaire via l'App Store.
En France, Greenshot est intégré à la liste des logiciels libres recommandés pour le secteur public et au socle interministériel de logiciels libres.

## Capture d’écran
Greenshot permet de créer rapidement des captures d’écran d’une zone, d’une fenêtre ou d’un plein écran sélectionnés. Il est également possible de capturer des pages Web complètes (défilantes) à partir du navigateur Internet Explorer.
Greenshot est optimisé pour produire des captures d'écran par des combinaisons de clavier :
- Impr écran : zone
- Shift + Impr : sélection d'une zone par la souris
- Alt + Impr : fenêtre active
- Ctrl + Impr : capture tout l'écran

## Éditeur d’images
Greenshot offre des fonctionnalités d’annotation ainsi que la possibilité de surligner ou de masquer certaines parties des captures d’écran.
L'éditeur d'images de Greenshot est un éditeur de graphiques vectoriels de base ; cependant, il propose certains filtres basés sur les pixels. Il permet de dessiner des formes de base (rectangles, ellipses, lignes, flèches et à main levée) et d'ajouter du texte à une capture d'écran. Des outils de filtrage spéciaux sont présents pour mettre en évidence le texte ou une zone, ainsi que des outils d'obscurcissement (flou / pixellisation) qui peuvent être utilisés pour effacer les données sensibles d'une capture d'écran. Chaque outil est livré avec son ensemble de paramètres, par exemple la couleur et l'épaisseur du trait ou une option pour déposer une ombre.

## Exportation des captures d’écran
Les options, liées à l’exploitation des captures d’écran, permettent de copier l'image dans le presse-papiers en tant que Bitmap (JPG, PNG, BMP ou GIF), de les envoyer à une imprimante, de les enregistrer dans le système de fichiers (en utilisant un modèle défini par l'utilisateur pour le nom de fichier) ou de les joindre à un nouveau message électronique. Depuis la version 1.0, un sélecteur de destination est disponible pour sélectionner dynamiquement la destination d'exportation après chaque capture d'écran, ainsi que plusieurs plugins pour l'exportation spécialisée vers des applications tierces (par exemple, les programmes Microsoft Office) et certaines plateformes (par exemple, Flickr ou Picasa).